# Perambulatorbetrieb
Als Perambulatorbetrieb bzw. Perambulatorsystem wird eine in der zweiten Hälfte des 19. Jahrhunderts praktizierte Methode bezeichnet, die Vorteile einer Pferdestraßenbahn (geringe Rollreibung und ruhigerer Lauf) mit denjenigen eines Pferdeomnibusses (größere Flexibilität) zu verknüpfen. Dabei waren die Wagen mit vier glatten und auf den Achsen drehbaren Laufrädern ohne Spurkränze ausgestattet, während ein zusätzliches fünftes Rad als Leitrad bzw. Führungsrad fungierte und die Spur hielt. Perambulatorwagen sind somit eine frühe Form von Zweiwegefahrzeugen, Spurbussen oder auslenkbaren Tramways sur pneumatiques. Letztlich konnte sich der Perambulatorbetrieb nirgendwo dauerhaft gegenüber der herkömmlichen (Pferde-)Straßenbahn durchsetzen. Der Name Perambulator leitet sich ab von lateinisch perambulare ‚durchwandeln, durchwandern, umhergehen‘; in der Technik bezeichnet der Begriff ursprünglich einen Umdreh[ungs]zähler, d. h. ein Instrument zur Zählung der Umdrehungen eines Rades, um hieraus die zurückgelegten Wegstrecke zu ermitteln (vgl. Messrad). Bezogen auf Fahrzeuge wären analoge deutsche Begriffe Auslenkbetrieb bzw. Auslenkwagen. Im Englischen bedeutet perambulator (kurz: pram) unter anderem Kinderwagen.

## Allgemeine Beschreibung
Perambulatorwagen waren, wie klassische Kutschen, in der Regel asymmetrisch aufgebaut. Hierbei fielen die lenkbaren Vorderräder meist etwas kleiner aus, die Einrichtungsfahrzeuge fuhren stets mit diesen voran. Sie besaßen zudem eine mit der Lenkung der führenden Achse steif verbundene Deichsel, mit deren Hilfe der Wagenführer bei Bedarf den Wagen aus dem Gleis auf das Straßenpflaster lenken konnte. Das Vorhandensein der Deichsel in Verbindung mit den dadurch gelenkten Achsen bedingte, dass an den Endstellen Drehfahrten im gleislosen Bereich durchgeführt werden mussten. Wendeschleifen waren damals im Zusammenhang mit Auslenkwagen nicht üblich. Im Gegenzug entfiel das Umspannen der Pferde an den Endstationen, wie es bei den als Zweirichtungsfahrzeug ausgeführten Pferdestraßenbahnwagen üblich war.

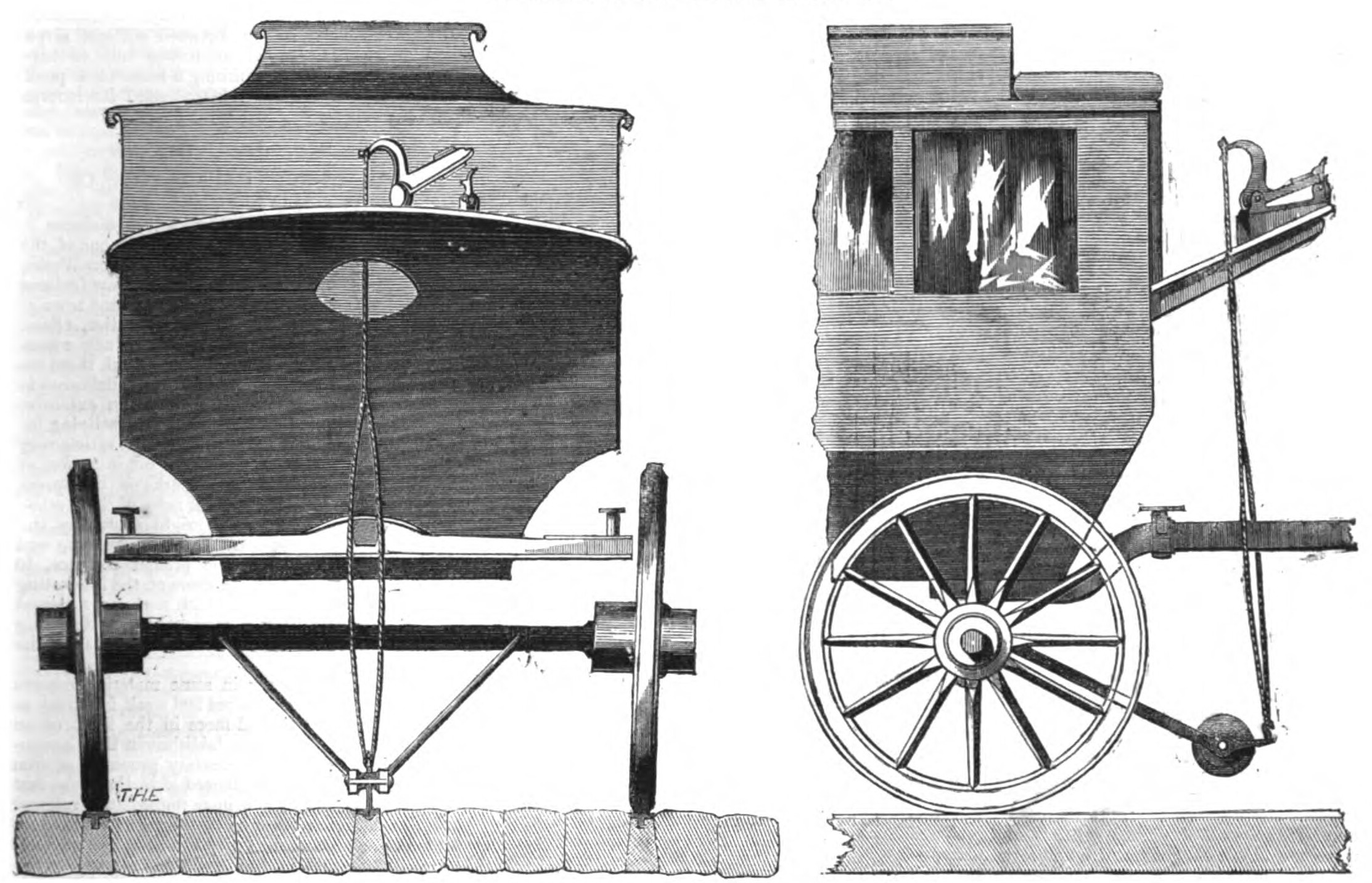
Das dreischienige System Haworth in Manchester mit mittlerer Führungsschiene (1860)

Geplantes dreischieniges Fahrzeug für Zürich (1863)

### Dreischieniges System
Bereits am 25. September 1860 sicherte sich der Brite John Haworth unter der Registrierungsnummer 2326 ein Patent für ein dreischieniges Perambulatorsystem. Hierbei liefen die großen regulären Wagenräder auf zwei glatten äußeren Schienen, während das zusätzliche und wesentlich kleinere fünfte Rad mittig vor der Vorderachse angebracht war. Es hatte ebenfalls keinen Spurkranz und lief in einer  – ebenfalls mittig angeordneten – Rillenschiene, die ihm als Spurrille diente. Bei Bedarf konnte das Leitrad über einen Seilzug angehoben werden, womit der Wagen frei lenkbar war. Hauptvorteil war hierbei der ruhigere Lauf auf der Schienenstrecke im Vergleich zur Fahrt auf unebenem Kopfsteinpflaster oder gänzlich unbefestigten Straßen sowie die höhere Kapazität bedingt durch größere Wagen. Mit den wenigen damals schon vorhandenen Pferdebahnen war Haworths System hingegen nicht kompatibel.
Für Zürich schlug 1863 der Ingenieur Edmund Scharpe dem Regierungsrat ebenfalls ein solches dreischieniges System vor, konnte sich damit aber nicht durchsetzen. Seine äußeren, flacheren Schienen wären leicht konkav ausgeführt worden, die mittlere hätte eine Rinne von einem halben Zoll Breite gehabt, in der sich ein leitendes Rad von 1½ Zoll Durchmesser bewegt hätte.

### Zweischieniges System

Perambulatorwagen der Hamburg-Altonaer Pferdebahn-Gesellschaft im Straßenbetrieb mit angehobenem, nicht sichtbaren Leitrad (1890)

Etwas jünger ist das zweischienige Perambulatorsystem, das vor allem in Deutschland Verwendung fand. Hierbei wurden klassische Rillenschienen verwendet, die mit regulären Straßenbahnwagen befahrbar waren und einen Mischbetrieb ermöglichten. Das zusätzliche Führungsrad war steif mit der Vorderachse verbunden und lief in einer der beiden Rillenschienen. Eine zusätzliche dritte Schiene war nicht mehr erforderlich. Das Leitrad konnte über eine Gewindespindel angezogen bzw. herabgelassen werden. Hauptvorteil des zweischienigen Systems war seine Kompatibilität mit klassischen Schienenbahnen, im Mischbetrieb konnten auch Weichen und Kreuzungen befahren werden.
Der zweischienige Perambulatorbetrieb ermöglichte es vor allem, bei eingleisigen Straßenbahnstrecken auf kostspielige Ausweichen zu verzichten. Stattdessen konnte an jeder beliebigen Stelle im Netz gekreuzt werden, wodurch sich ferner Verspätungen eines Kurses nicht auch noch auf die Gegenkurse auswirkten. Außerdem mussten bei Fahrplanänderungen, zum Beispiel Taktverdichtungen, die Ausweichstellen nicht verlegt werden. Darüber hinaus konnten Perambulatorwagen Hindernisse auf den Gleisen umfahren sowie Streckenabschnitte bedienen, auf denen (noch) keine Schienen lagen.
Die Spurführung der Wagen durch das Leitrad ließ jedoch in vielen Fällen zu wünschen übrig. Die übrigen Räder eckten beim Lauf auf den Schienenköpfen an das Straßenpflaster an. Durch den Verschleiß der Gelenke der Lenkerstangen für die Hinterachse neigte diese zum Schlingern, insbesondere in Bögen. Das Führungsrad musste verhältnismäßig schwer konstruiert sein, um während der Fahrt nicht aufzuklettern. Versuche, den Wagenlauf durch Anbringen eines zweiten Führungsrades an der Hinterachse zu beruhigen, schlugen fehl. Das Schlingern führte vielmehr dazu, dass beide Führungsräder verkeilten und die Fortbewegung der Fahrzeuge zusätzlich erschwert wurde. Das Anbringen eines weiteren Führungsrades an der Vorderachse verbesserte zwar die Spurführung, nicht jedoch das Schlingern der Hinterachse. Der Wechsel vom Gleis auf die Straße war verhältnismäßig einfach. Nach Anheben des Führungsrades, was mit einigem Kraftaufwand verbunden war, lenkte der Kutscher die Pferde aus dem Gleis. Beim Eingleisen musste hingegen nicht nur die Lage des Führungsrades, sondern auch die der Hinterachse beachtet werden. Ungenaues Einfahren führte letztlich dazu, dass die Hinterachse während längerer Fahrt auf dem Straßenpflaster lief.

## Anwendung
Der Perambulatorbetrieb war in Deutschland während der Pferdebahnzeit unter anderem bei der Straßenbahn Hamburg, der Straßenbahn Oldenburg, der Straßenbahn Barmen–Elberfeld sowie der Neuen Berliner Pferdebahn anzutreffen. In Bremen gab es 1877 ebenfalls Überlegungen, den Perambulatorbetrieb für die Strecke Walle –Hastedt einzuführen. Nach Besichtigung der Betriebe unter anderem in Berlin und Barmen–Elberfeld wurde auf Vorschlag des zuständigen Inspektors davon abgeraten.

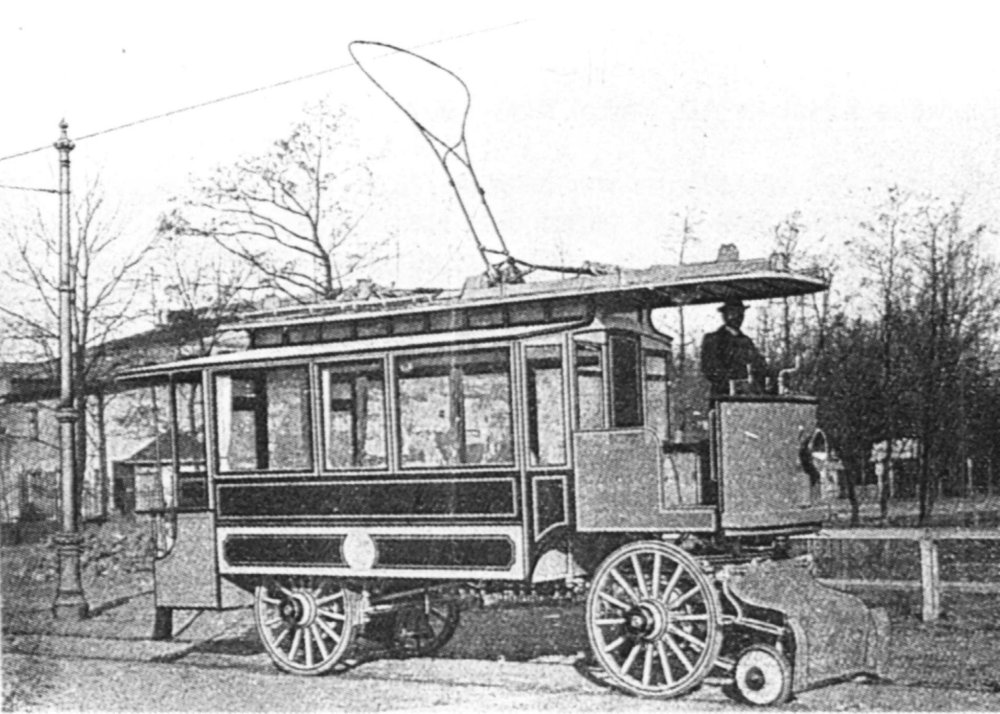
Ebenfalls nach dem Perambulatorsystem funktionierte der Elektrische Straßenbahn-Omnibus von Siemens & Halske aus dem Jahr 1898, dieser wies jedoch eine dritte Achse mit zwei Rädern für die Führung im Gleis und die Rückstromübertragung auf